# Danaus gilippus
Espèce
Le Papillon Reine (Danaus gilippus), est un insecte lépidoptère de la famille des Nymphalidae, de la sous-famille des Danainae et du genre Danaus.

## Dénomination
Danaus gilippus a été décrit par Pieter Cramer en 1775 sous le nom initial de Papilio gilippus.

### Noms vernaculaires
Danaus gilippus se nomme Queen en anglais, Papillon Reine en français,.

### Sous-espèces
- Danaus gilippus gilippus présent au Brésil.
- Danaus gilippus berenice (Cramer, 1779).
- Danaus gilippus candidus Clark, 1941 ;  au Pérou.
- Danaus gilippus cleothera (Godart, 1819) en République dominicaine
- Danaus gilippus hermippus (C. et R. Felder, 1865) présent en Colombie.
- Danaus gilippus jamaicensis (Bates, 1864) à la Jamaïque.
- Danaus gilippus nivosus (Godman & Salvin, 1897) au Pérou.
- Danaus gilippus strigosus (Bates, 1864)
- Danaus gilippus thersippus (Bates, 1863) en Amérique Centrale et dans le sud de l'Amérique du Nord.
- Danaus gilippus wheeleri Talbot, 1943 ; en Colombie.
- Danaus gilippus xanthippus (C. et R. Felder, 1860)présent au Venezuela[1].

## Description
Danaus gilippus est un papillon d'une envergure qui varie de 67 à 98 mm, au corps orange à tête marron noir et aux ailes antérieures à bord externe légèrement concave. Les ailes sont de couleur marron orangé bordées de noir et cette bordure est ornée de deux lignes de points blancs. Sur le revers des ailes postérieures les veines sont teintées de noir.

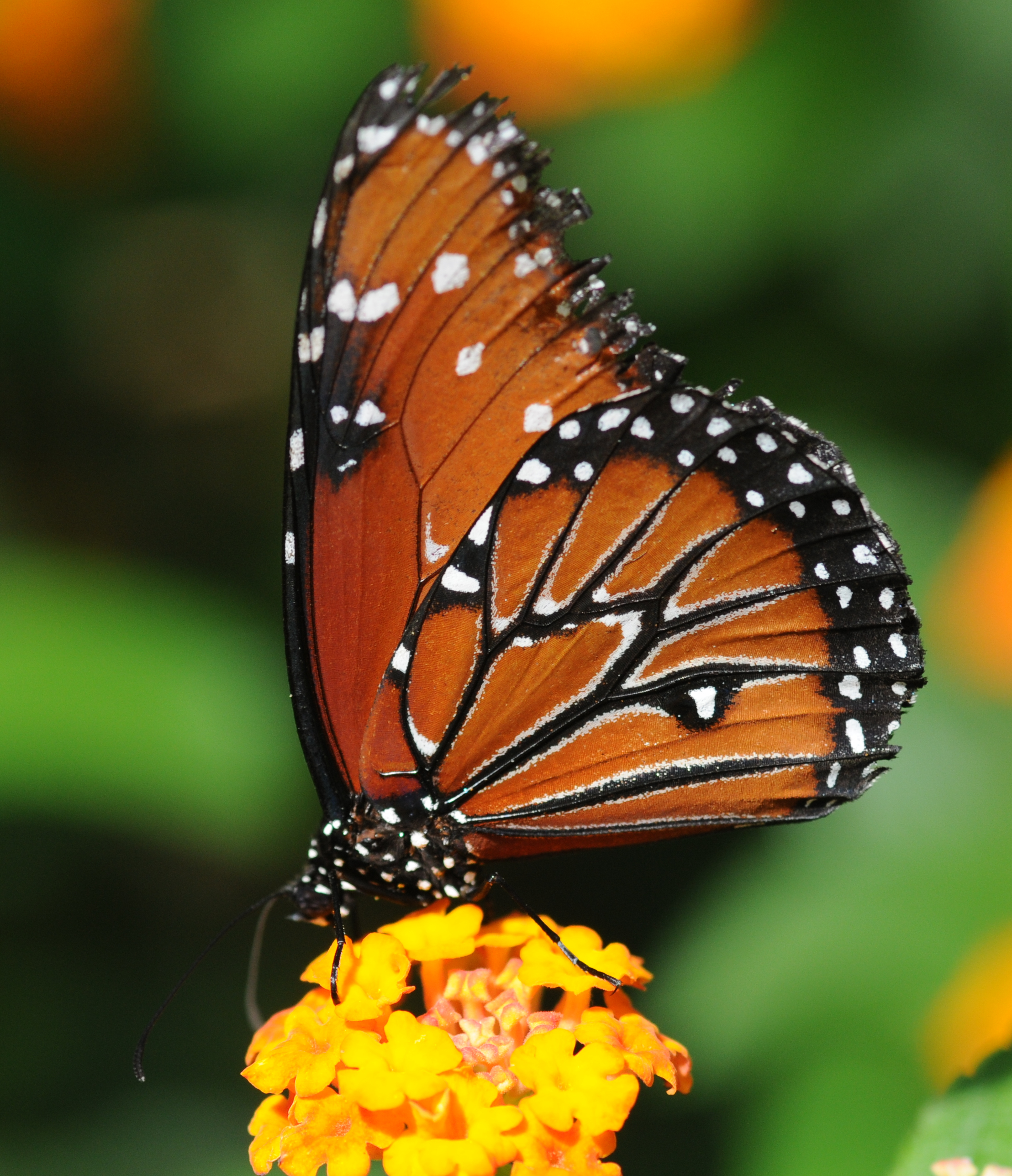
revers

### Chenilles
Les chenilles sont de couleur noire, annelées de blanc et ornées de taches jaunes et de trois paires de filaments,.

## Biologie
Danaus gilippus vole toute l'année en Floride et dans le sud du Texas. Plus au nord, où il est migrateur, il n'est présent qu'en juillet-août.

### Plantes hôtes
Les plantes hôtes de sa chenille sont de nombreuses Apocynaceae, des Asclepias Asclepias amplexicaulis , Asclepias curassavica (pour Danaus gilippus thersippus d'après les travaux de Roque-Albelo, 2004), Asclepias erosa,  Asclepias humistrata, Asclepias incarnata et Asclepias tuberosa  et des Sarcostemma dont Sarcostemma angustissima, des Nerium, des Vincetoxicum. Ces espèces produisent un latex contenant des substances toxiques qui s'accumulent dans les chenilles, ce qui rend la chenille et le futur papillon toxiques pour les prédateurs.

## Écologie et distribution

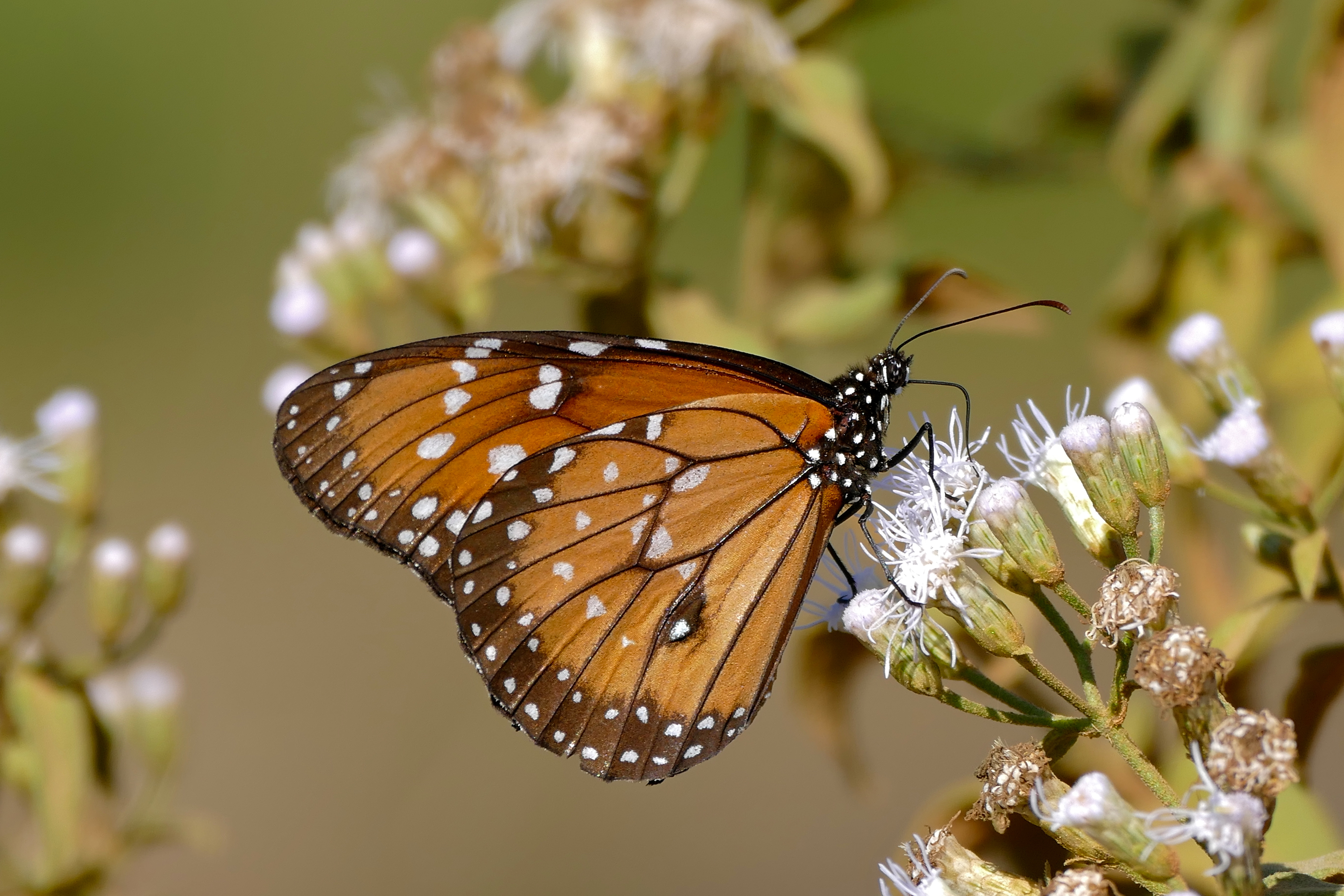
Danaus gilippus sur Chromolaena odorata (Mato Grosso, Brésil)

Danaus gilippus est présent en Amérique du Sud et la moitié sud de l'Amérique du Nord. Aux États-Unis, il est résident dans le sud et migrateur jusqu'en Utah, au Nevada, au Colorado, au Nebraska et le long de la cote Atlantique en Caroline du Nord. Il est résident au Mexique, au Guatemala, à Panama, en Colombie, au Venezuela, au Pérou, dans le nord de l'Argentine, au Brésil, au Surinam, en Guyana et en Guyane ainsi qu'à la Jamaïque en République dominicaine, et aux îles Galápagos.

### Biotope
Danaus gilippus réside dans les milieux ouverts ensoleillés, les prairies, les bords de routes, les dunes et même les déserts.

### Protection
Pas de statut de protection particulier.